# Necromys lasiurus
O ratinho do cerrado (Necromys lasiurus) é um roedor da América do Sul. Conhecido também pelos nomes de pixuna e rato do rabo peludo. É uma espécie diurna e alimenta-se de insetos e sementes.

## Características físicas
De coloração oliva-acinzentada com barriga branca acinzentada, porém a colocarção vária com a área geográfica em que se encontra. Fora a coloração mais clara da barriga, seus pelos são coloridos uniformemente. Possuem orelhas curtas, olhos pequenos, as solas dos pés são um pouco mais escuras que as costas.
Possuem uma coloração levemente mais clara ao redor dos olhos. Sua cauda, é menor que comprimento da cabeça e corpo e é levemente peluda. A média é que a cabeça e corpo do rato meçam por volta de 10,3 cm e a cauda mede 7,5 cm. O peso médio é de 35 g. Existe um leve dimorfismo sexual onde os machos são maiores que as fêmeas.

## Habitat
Habita a região de cerrado e da caatinga brasileira primordialmente. Seu habitat se estende do Brasil e Paraguai até e bolivia e adentrando algumas províncias argentinas. Vive em ambientes rurais, de cerrado e modificados pelo homem para atividade agropecuária.
Esse roedor geralmente é o pequeno mamífero dominante nas áreas onde ocorre, apresentando altas densidades durante todo o ano. Estudos realizados em áreas abertas do Cerrado do Distrito Federal, no Brasil central, apontam densidade máxima de 14.3 a 27.0 indivíduos/ha para essa espécie (Alho, 1981; Henriques et al., 1997). Marinho-Filho et al. (1994) salientam que N. lasiurus representa mais de 30% dos indivíduos capturados na maioria das áreas amostradas no bioma. A densidade estimada de  N. lasiurus, no período de final da seca, foi de 19,02 ind/ha, relativamente alta em comparação com outros estudos. Nessa época do ano, inclusive, a densidade de  N. lasiurus  no PNE deve atingir valores ainda maiores, provavelmente acima de 25 ind/h.

## Reprodução
Os ratinhos do cerrado têm sua reprodução concentrada no período chuvoso provavelmente aquele que proporciona condições mais favoráveis de clima e abundância de recursos alimentares para a reprodução e crescimento dos filhotes, porém no Sertão, as chuvas se apresentam entre dezembro e abril, no entanto, em determinados anos isso não acontece, ocasionando um longo período sem chuvas, originando assim, a seca. Crias por gestação: 1 a 11 (média 4).

## Hantavirose
A hantavirose é uma doença causada por vírus - hantavírus. Essa doença é transmitida pela inalação de poeira contaminada e/ou tendo contato direto com fezes, urina e saliva de rato do cerrado infectado.
Os sintomas são: dor muscular acompanhada de dois ou mais sintomas (como dor de cabeça, tosse, náuseas/vômitos, tontura ou dificuldade de respirar e falar).